# オーバーロート (バーデン＝ヴュルテンベルク)
オーバーロート (ドイツ語: Oberrot) は、ドイツ連邦共和国バーデン＝ヴュルテンベルク州シュヴェービッシュ・ハル郡に属す町村（以下、本項では便宜上「町」と記述する）。
この町は、ガイルドルフに本部を置くリムプルガー・ラント行政共同体に属している。

## 地理

### 位置
オーバーロートは郡庁所在地シュヴェービッシュ・ハルの南約20kmのロート川沿いに位置している。

### 隣接する市町村
オーバーロートに隣接する市町村は、北西から時計回りにマインハルト、シュヴェービッシュ・ハル、ローゼンガルテン、ガイルドルフ、フィヒテンベルク（以上、シュヴェービッシュ・ハル郡）、ムルハルト、グロースエアラハ（以上2つはレムス＝ムル郡）。

## 歴史
オーバーロートはリムプルガー・ラントで最も古い町村の一つであり、その創設は、おそらく650年頃にまで遡る。この町は、788年に初めて、"Raodhaha"として文献に登場する。
オーバーロートは、何世紀にもわたって多かれ少なかれ、ロートの騎士領主の所領となっていた。領主は、初めはシュロスブッケルと呼ばれる城に住んだが、後には、現在も村の中心に保存されている、身分にふさわしい水城で暮らした。1370年頃にリムプルク献酌侍従家がオーバーロートの地所と領主権を獲得し、その後長年にわたって、裁判や村の発展に大きな影響力を発揮した。ただし、現在のハウゼン地区にあたる部分は、当時コムブルク修道院が発言権を有しており、献酌侍従家は関わっていない。

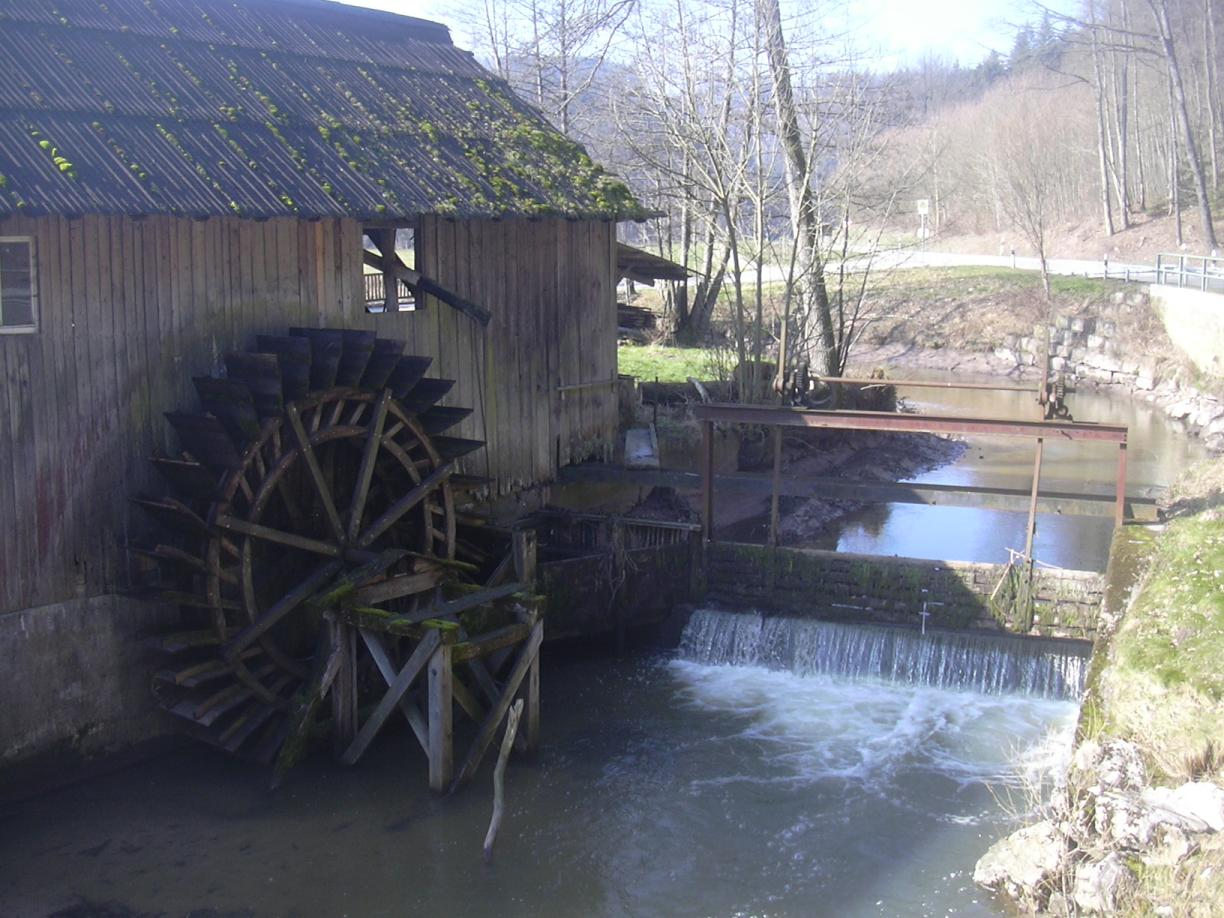
ロート川の水車

この町の歴史は、常に林業によって支えられてきた。とはいえ、たとえば15世紀から16世紀にかけてワイン造りが盛んになった例もあり、他の産業部門への挑戦がたびたびなされてはきた。しかし、その成果は芳しいものではなかった。
1806年のドイツ帝国の崩壊に伴い、リムプルク伯領の政治的独立も失われ、オーバーロートはヴュルテンベルクの主権下に置かれることとなった。1810年頃にはオーバーロートとハウゼンに、現在の町村議会の先駆けとなる "Gerichte"（裁判所）と呼ばれる組織が姿を現した。1819年にヴュルテンベルク政府は、地方の村落に自治権を認め、Gerichteを補う形で町村長の下位機関として地方議会が設けられた。
この頃、オーバーアムト・ガイルドルフが設けられたが、1938年に廃止された。その後、この町は1973年の市町村再編までバックナング郡に属し、それ以降はシュヴェービッシュ・ハル郡の所属となった。1970年1月1日にオーバーロートとハウゼンが合併した。

## 紋章
1970年1月1日のハウゼン・アン・デア・ロートの合併以前、オーバーロートは、領主貴族の紋章を法的に有効な町の紋章と定めていた。ハウゼン・アム・ロートの紋章は、シカの角の下に家と波帯が描かれたものであった。合併により、オーバーロートもハウゼンも表現された新しい紋章が制定された。1971年10月14日にバーデン＝ヴュルテンベルク州の内務省は現在の紋章と、白と赤の旗の登録を認可した。
図柄: 左右二分割。向かって左は、4回交替する赤と銀（または白）の横帯。向かって右は青地に金（または黄色）の獅子の頭部、その口からは金（または黄色）の山型図形。
紋章の向かって左半分は、ハウゼン地区を含むオーバーロートを治めた貴族ロート家を示している。右半分は、1248年以降ロート家とともにハウゼンの領主であったコムブルク修道院を示す。

## 友好都市
- ツヴァイジンメン（スイス、ベルン州）1991年

## 人物

### 出身者
- ヘルマン・フラッシュ（1851年 - 1914年）石油化学者。墓地は、ガイルドルフにある。

## 引用
1. ↑  Statistisches Landesamt Baden-Württemberg – Bevölkerung nach Nationalität und Geschlecht am 31. Dezember 2023 (CSV-Datei)